# Yessica Salazar
Yessica Salazar González, née le 16 octobre 1974, originaire de l'état de Jalisco est une mannequin mexicaine, ancienne première dauphine du concours de beauté Nuestra Belleza México (Miss Mexique). Elle représenta son pays lors de Miss Monde le 22 novembre 1996 à Bangalore en Inde, finissant dans le Top 10 des demi-finalistes. Elle a depuis commencé une carrière d'actrice de telenovela, et grâce à Juan Andrés Bueno, a tourné dans son premier long métrage de cinéma.

## Filmographie

### À la télévision
- 1998 : La usurpadora
- 1999 : Serafín
- 1999 : Cuento de Navidad
- 1999 : Rosalinda
- 1999 : Tres mujeres
- 2000 : DKDA: Sueños de juventud
- 2000 : Mi destino eres tú
- 2001 : Mujer bonita
- 2001 : La intrusa
- 2001 : El juego de la vida
- 2002 : Clase 406
- 2003 : Tu historia de amor
- 2004 : Rebelde
- 2006 : Heridas de amor
- 2009 : Verano de amor
- 2009 : Camaleones
- 2010 : Cuando me enamoro
- 2011 : La force du destin (La fuerza del destino)
- 2011 : Dos hogares
- 2014 : Quiero amarte

### Au cinéma
- 2005 : Como tú me has deseado de Juan Andrés Bueno